# Маркеринк, Лус
Лус Маркеринк (нидерл. Loes Markerink, род. 14 декабря 1985, Делфзейл, Гронинген) — бывшая голландская велогонщица. В 2003 году на чемпионате мира по шоссейным велогонкам она выиграла юниорскую женскую шоссейную гонку и заняла второе место в женской юниорской гонке с раздельным стартом. В старшем возрасте она выигрывала этапы в нескольких многодневных гонках: Тур Бретани, Тур Дренте, Grande Boucle Féminine Internationale, Holland Ladies Tour и Грация Орлова. Маркеринк выступала за команду Team Flexpoint Жана-Поля ван Поппеля, а в зимнем сезоне входила в состав команды Team Flexpoint по велокроссу.

## Достижения
- 2001
  -  Чемпионат Нидерландов по шоссейному велоспорту — групповая гонка, дебютанты
  - 3-е место, Чемпионат Нидерландов по шоссейному велоспорту — индивидуальная гонка, дебютанты
- 2002
  - 3-е место, Чемпионат Нидерландов по шоссейному велоспорту — индивидуальная гонка, юниорки
- 2003
  -  Чемпионат мира по шоссейным велогонкам 2003, групповая гонка, юниорки
  -  Чемпионат Нидерландов по шоссейному велоспорту — индивидуальная гонка, юниорки
  -  Чемпионат мира по шоссейным велогонкам 2003, индивидуальная гонка, юниорки
- 2004
  - 3-е место в Чемпионат Нидерландов по шоссейному велоспорту — групповая гонка
  - 3-е место в Чемпионат Нидерландов по шоссейному велоспорту — индивидуальная гонка
- 2005
  - Этап 4 Тура Бретани
- 2006
  - Тур Дренте:
    - Генеральная классификация
    - Этап 2

  - Этап 1 Giro della Toscana Int. Femminile – Memorial Michela Fanini (командная гонка с раздельным стартом)
- 2007
  - Этап 5 Грация Орлова
  - 2-е место в Гран-при Герри Кнетеманна
  - 3-е место в Ronde van Gelderland
  - 7-е место, Чемпионат Европы по шоссейному велоспорту
- 2008
  - GP Stad Roeselare
  - 7-Dorpenomloop Aalburg
  - Этап 5 Holland Ladies Tour
  - Этап 2 Grande Boucle Féminine Internationale
  -  Чемпионат мира по велоспорту среди студентов[англ.]
  - 3-е место в Туре Бохума